# Gjemnes
Gjemnes ist eine norwegische Kommune in der Provinz (Fylke) Møre og Romsdal. Verwaltungssitz ist Batnfjordsøra.

## Geographie
Benachbarte Kommunen sind Kristiansund, Tingvoll, Molde, Hustadvika und Averøy.

## Wirtschaft
Der Farbenhersteller Gjøco A/S ist in Torvikbukt ansässig. Gjøco A/S hat in Norwegen den zweitgrößten Marktanteil im Bereich Innenfarben. Außerdem gibt es in der Kommune Gjemnes eine Möbelfabrik.
Außerdem ist Landwirtschaft ein wichtiger Wirtschaftszweig. In den letzten Jahren wurden jedoch viele Höfe aufgegeben, weil oft in den Familien der Bauern niemand den Hof übernehmen will.
Tourismus ist ebenfalls eine wichtige Einnahmequelle für die Region.

## Verkehr
Die wichtigste Verkehrsverbindung in Gjemnes ist die  E 39 (Europastraße 39).
In Richtung Südwesten führt die  E 39 nach Molde. Von dort führt eine Fähre nach Vestnes, wo sich die  E 39 in Richtung Bergen fortsetzt. Auf der Strecke von Batnfjordsøra nach Molde wurde 1908 von Johan Olsen Aarø die erste Buslinie Norwegens eingerichtet.
In Richtung Osten gab es früher keine Fernstraßen. Im Rahmen des Projektes Krifast wurden 1992 zwei Brücken (siehe Sehenswürdigkeiten) gebaut, über die seitdem die  E 39 die beiden Inseln Bergsøya (Gjemnes) und Aspøy überquert. Als Abzweigung davon entstand gleichzeitig der Freifjordtunnel, der Gjemnes mit Kristiansund verbindet (als Reichsstraße 70). Die  E 39 führt weiter über die Fähre Kanestraum – Halsa bis nach Trondheim.
Auf der Südseite des Fjordes, ebenfalls in Richtung Osten, verbindet eine lokale Straße von Batnfjordsøra über Torvikbukt und Flemma nach Angvik diese Gemeindeteile von Gjemnes.

## Sehenswürdigkeiten
- Gjemnes Kirke und Øre Kirke sind Kirchen aus dem 19. Jahrhundert.
- Das Heimatmuseum Romsdalsmuseum hat eine Abteilung in Batnfjordsøra.
- Die Gjemnessundbrücke ist mit 1.257 Metern eine der längsten Hängebrücken Norwegens.
- Die Bergsøysundbrücke ist eine weltweit einzigartige Schwimmbrücke.